# RT-2PM2 Topol'-M
L'RT-2PM2 Topol'-M (in cirillico: РТ-2ПМ2 Тополь-М, nome in codice NATO: SS-27 Sickle B) è stato un missile balistico intercontinentale di fabbricazione russa, il primo ad essere interamente sviluppato dopo la dissoluzione dell'URSS, basato sul RT-2PM ed entrato in servizio presso le forze missilistiche strategiche russe sul finire degli anni '90.
Anche designato SS-27 Mod 1 secondo le codifiche NATO, RS-12M2 nel trattato START o 15Zh55 secondo l'indice ICBM russo, venne sviluppato per essere impiegato in due diverse versioni: da silo e da rampa mobile. Nel 2012 risultavano in servizio 60 lanciatori mobili e 18 esemplari da silo, per un totale di 78 unità.
L'RT-2PM2 venne inoltre utilizzato per condurre lo sviluppo del missile balistico intercontinentale imbarcato R-30 Bulava, in servizio presso la marina militare russa dal 2018.
Il riarmo delle Forze missilistiche strategiche con i Topol-M, in sostituzione dei precedenti Topol, è stato sospeso nel 2011 in favore dell'acquisizione dei più moderni RS-24 Jars dotati di veicolo di rientro con testate multiple, i quali ne hanno sancito il definitivo ritiro dal servizio nel dicembre 2023.

## Storia

### Sviluppo
Lo sviluppo di questo sistema d'arma iniziò alla fine degli anni ottanta, con lo scopo di elaborare una versione ulteriormente perfezionata dell'SS-25. Tuttavia, fu completamente riprogettato nel 1992. La nuova versione venne autorizzata nel febbraio 1993, ed il primo lancio si ebbe il 20 dicembre 1994. Tuttavia, il primo test coronato da successo risale al 1995. Da allora, vennero effettuati una serie di test, tutti coronati da successo. Tra questi, molto importante è stato il decimo lancio, effettuato il 10 febbraio 2000: in questa occasione, un SS-27 lanciato dal cosmodromo di Pleseck, a nord di Mosca, raggiunse la zona obiettivo di Kura, in Kamčatka, percorrendo circa 8.000 km. Molto importante è stato anche il dodicesimo test (settembre del 2000), quando per la prima volta un Topol'-M venne lanciato da una rampa mobile.
L'ingresso in servizio risale al 27 dicembre 1997, ma il primo reggimento da silo fu dichiarato operativo l'anno successivo. I primi esemplari su lanciatore mobile fecero il loro ingresso in servizio nel 2001. Tuttavia, la produzione di questa arma è stata ostacolata dalla cronica mancanza di fondi che ha caratterizzato le forze armate russe negli anni novanta.
Il programma è stato tuttavia accelerato negli anni successivi e attualmente sono in corso ulteriori sviluppi sul potenziamento stesso dell'arma. Inizialmente, era stata prevista la produzione di 350 esemplari, ma successivamente il piano è stato pesantemente ridimensionato.
Attualmente, viene prodotto dal MIT (Istituto Moscovita di Termotecnica). La produzione è standardizzata, e non presenta differenze fra la versione lanciabile da silo e quella per rampa mobile.
Per il 2010, le forze armate russe contano di avere in servizio 65 esemplari da silo e 35 su rampa mobile, con una velocità di produzione di circa 6 esemplari annui al costo unitario di 3,7 miliardi di rubli, con dei costi complessivi stimati in 700 miliardi.
Nel gennaio 2009, fonti russe hanno accennato al fatto che la produzione dei sistemi mobili Topol'-M sarebbe stata interrotta entro l'anno, sostituita da quella per i nuovi RS-24, in grado di trasportare testate MIRV.

## Caratteristiche tecniche

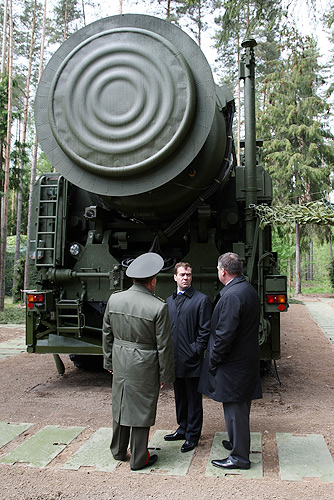
La parte posteriore del cilindro di lancio di un SS-27

L'SS-27 è un ICBM a tre stadi, con propellente solido. La lunghezza è di 22,7 metri ed il diametro raggiunge gli 1,86-1,95 metri. Il peso al lancio è di 47,2 tonnellate, con una capacità di carico stimata è di circa 1 000-1 200 kg. La gittata massima è nell'ordine dei 10 000-10 500 chilometri, con un sistema di guida di tipo inerziale autonomo.
Il propellente solido ne permette una lunga vita operativa in assenza di grandi costi di manutenzione e con un tempo di reazione all'ordine di lancio inferiore ai dieci minuti.
I russi non hanno comunicato nulla riguardo al CEP, ma fonti occidentali lo ritengono di circa 350 metri.
La standardizzazione che caratterizza questo missile è elevata: infatti, non ci sono differenze tra la versione lanciabile da silo e quella per rampa mobile. Ogni missile, dunque, può essere lanciato indifferentemente in entrambi i modi. Ovviamente, i lanciatori mobili garantiscono una maggiore capacità di sopravvivenza, grazie alla loro mobilità ed alle loro capacità di movimento fuori strada.
Per quanto riguarda i lanciatori mobili, vengono utilizzati degli automezzi MAZ-7917, equipaggiati con un tubo di lancio della lunghezza di 23 metri e del diametro di due.
L'armamento del Topol'-M consiste in una singola testata nucleare da 550 kt: questo per fare in modo che rispetti i trattati START II. Tuttavia, si ritiene che possa essere facilmente modificato per l'imbarco di testate MIRV (secondo fonti NATO, la capacità di carico sarebbe da tre a sei). Inoltre, potrebbe trasportare anche delle testate manovrabili, che sono state provate sul missile nel 1998.
Le testate stesse sono schermate e in grado di resistere a contromisure elettroniche, radiazioni e interferenze.
Il fatto di utilizzare propellente solido permette al Topol'-M di essere mantenuto in stato di allerta per lunghi periodi di tempo, e di essere quindi preparato al lancio in pochissimi minuti in caso di necessità.
In generale, comunque, gli esperti statunitensi lo ritengono tecnicamente piuttosto simile ai Minuteman-III, anche se questi ultimi possono essere lanciati solo da silo.

### Capacità di eludere le difese ABM
I russi ritengono questo sistema d'arma praticamente immune allo scudo antimissile (ABM) in corso di realizzazione da parte degli Stati Uniti. Infatti, sono stati sviluppati numerosi accorgimenti in questo senso.
- Sistema propulsivo: il tempo di accensione del motore è stato notevolmente ridotto, in modo da rendere molto più complicata l'intercettazione nella fase di spinta, e quindi l'individuazione da parte di un satellite. Inoltre, la stessa traiettoria balistica seguita è piuttosto bassa (una traiettoria anomala rispetto ai missili ICBM di altre nazioni con armamenti nucleari) e questo rende molto più difficili le fasi di acquisizione ed intercettazione del bersaglio[8].
- Manovre evasive: il Topol'-M è in grado di effettuare manovre evasive nella fase finale del volo, essendo stato progettato per avere capacità MaRV oltre che MIRV. Inoltre, è anche in grado di rilasciare una serie di falsi bersagli – probabilmente sia di tipo chaff che flare – in modo da ingannare i missili intercettori.
- Tecnica: questo missile è schermato ed in grado di resistere a radiazioni, EMP, esplosioni nucleari alla distanza di 500 metri (contro la decina di chilometri che è in grado di rendere inutilizzabili i sistemi precedenti); inoltre, dovrebbe essere immune alle tecnologie di intercettazione con fasci laser ad alta potenza (come quelli in fase di sviluppo sul Boeing YAL-1).

I Topol'-M SS-27 sono relativamente vulnerabili nella fase iniziale di lancio, cosiddetta “Boost Phase”, nella quale gli americani ritengono che potrebbero intervenire con i loro  missili schierati in Polonia.
In generale, quindi, grazie alle sue doti di manovrabilità ed alle sue capacità tecniche, si tratta di un missile con capacità di sopravvivenza estremamente elevate nei confronti di una difesa ABM.

## Impiego operativo

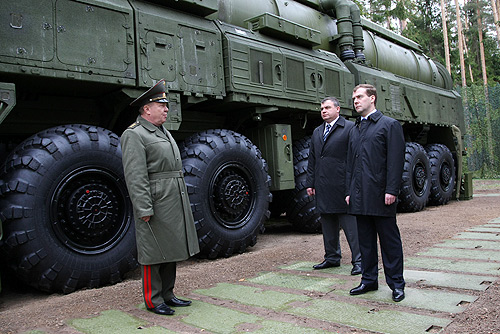
Il presidente russo Dmitrij Medvedev in visita alla 54ª Divisione (maggio 2008)

Il Topol'-M è entrato in servizio nel dicembre 1997, ed è uno dei più moderni missili balistici sviluppati in Russia. I vertici delle forze armate prevedono che diventi l'elemento fondamentale della componente strategica del XXI secolo.
Nell'ottobre 2009, risultano in servizio 68 esemplari, inquadrati nella 27ª Armata Missilistica.
- 54ª Divisione Missilistica (Teikovo), con 18 SS-27 su rampa mobile.
- 60ª Divisione Missilistica (Tatiščevo), con 50 SS-27 in silo interrati.

Si tratta di un sistema d'arma in grado di colpire qualunque obiettivo negli Stati Uniti continentali, estremamente efficace nel cosiddetto "first strike". Inoltre, il fatto di poter agire su lanciatori mobili, in grado di operare fuori strada, li rende molto difficili da individuare.

## Utilizzatori

### Passati
Russia